# Phẫu thuật ngực

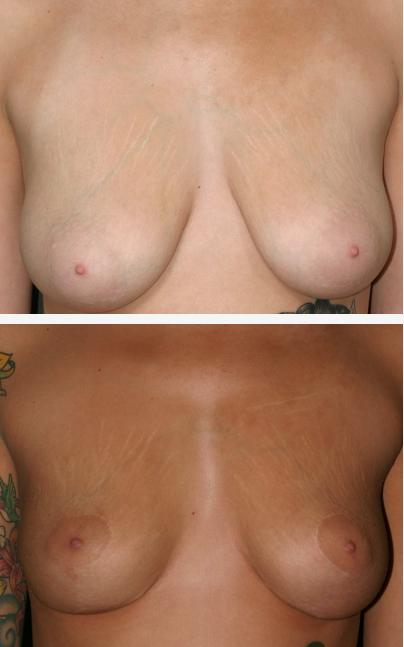
Một kết quả của phẫu thuật thẩm mỹ ngực cho thấy khác biệt rõ rệt trước và sau phẫu thuật

Phẫu thuật ngực (Mammaplasty) hay còn gọi là phẫu thuật thẩm mỹ ngực hay phẫu thuật tạo hình vú (Mammoplasty) hoặc phẫu thuật chỉnh sửa vú  (Mastoplasty) chỉ về một nhóm thủ thuật phẫu thuật thẩm mỹ nhắm đến mục đích là định hình lại hoặc thay đổi hình dạng của vú, đó là một kỹ thuật can thiệp để sửa đổi sự xuất hiện và hình dạng của vú. Phẫu thuật tạo hình vú là một thủ thuật phẫu thuật giúp phụ nữ giảm bớt lượng mỡ thừa ở ngực, sau đó thủ thuật này mới được sử dụng cho mục đích thẩm mỹ. Nói chung, một số người chọn phẫu thuật vì lý do thẩm mỹ như tái tạo vú để làm cho chúng trông trẻ trung và lớn hơn do áp lực xã hội buộc phụ nữ phải tuân theo các tiêu chuẩn sắc đẹp do xã hội áp đặt lên cơ thể của họ, và một phần trong số đó là áp lực phải có bộ ngực hoàn hảo, tuyệt mỹ. 

## Các loại
Có ba loại phẫu thuật chỉnh sửa vú chủ yếu gồm: 
- Phẫu thuật nâng ngực thường được thực hiện để gia tăng kích thước, thay đổi hình dạng và/hoặc thay đổi kết cấu của ngực trở nên tròn trịa, căng đầy hơn. Điều này thường liên quan đến việc phẫu thuật theo kiểu cấy ghép trong cấy ghép vú. Nâng ngực là một phương pháp phẫu thuật để tăng kích thước của vú, thay đổi hình dạng hoặc đường viền và kết cấu, những người khác chọn nâng ngực để sửa chữa hoặc sửa đổi sự bất đối xứng về kích thước của vú. Nâng ngực liên quan đến việc đặt cấy ghép bên dưới hoặc trên cơ ngực, được thực hiện thông qua một vết rạch được thực hiện trên nách (nách), nếp gấp vú dưới hoặc quầng vú.
- Phẫu thuật thu gọn vú thường được thực hiện để giảm kích thước, thay đổi hình dạng và/hoặc thay đổi kết cấu của vú. Điều này liên quan đến việc loại bỏ mô vú. Thủ thuật này phù hợp với phụ nữ có bộ ngực lớn và nặng nề gây khó chịu đáng kể như gây ra sự đau lưng, đau cổ, tê và suy nhược cơ thể tổng thể do trọng lượng vú quá mức nên cần thực hiện việc loại bỏ da vú dư thừa, mô và chất béo. Mặc dù phẫu thuật cắt giảm vú là một thủ tục hiệu quả, đôi khi nó có thể ảnh hưởng đến dây thần kinh vú. Điều này có thể dẫn đến thay đổi cảm giác vú và các vấn đề về cho con bú.
- Tái tạo vú là phẫu thuật khôi phục lại phần vú được thực hiện sau khi cắt bỏ vú để mang lại cho vú vẻ ngoài bình thường hơn, chủ yếu được thiết kế cho những phụ nữ đã trải qua phẫu thuật cắt bỏ vú. Đây là một phương pháp điều trị phẫu thuật để giải quyết ung thư vú. Tái tạo vú nhằm mục đích tái tạo vú theo thể tích mong muốn, đường viền và ngoại hình tổng thể. Nó cũng liên quan đến việc tái tạo quầng vú và núm vú. Bác sĩ phẫu thuật có thể sử dụng cấy ghép hoặc mô của bệnh nhân để sửa đổi thể tích, đường viền và diện mạo tổng thể trong quá trình phẫu thuật.

## Mục tiêu

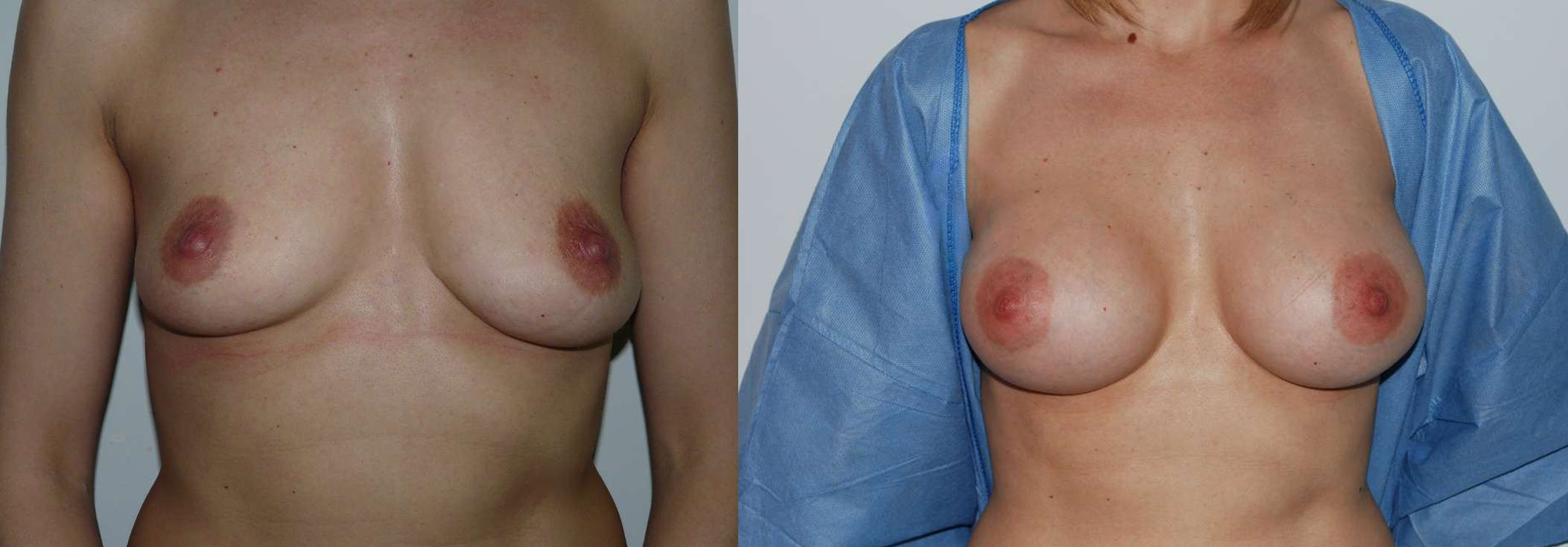
Bộ ngực đầy đặn căng tròn sau khi qua phẫu thuật nâng vú

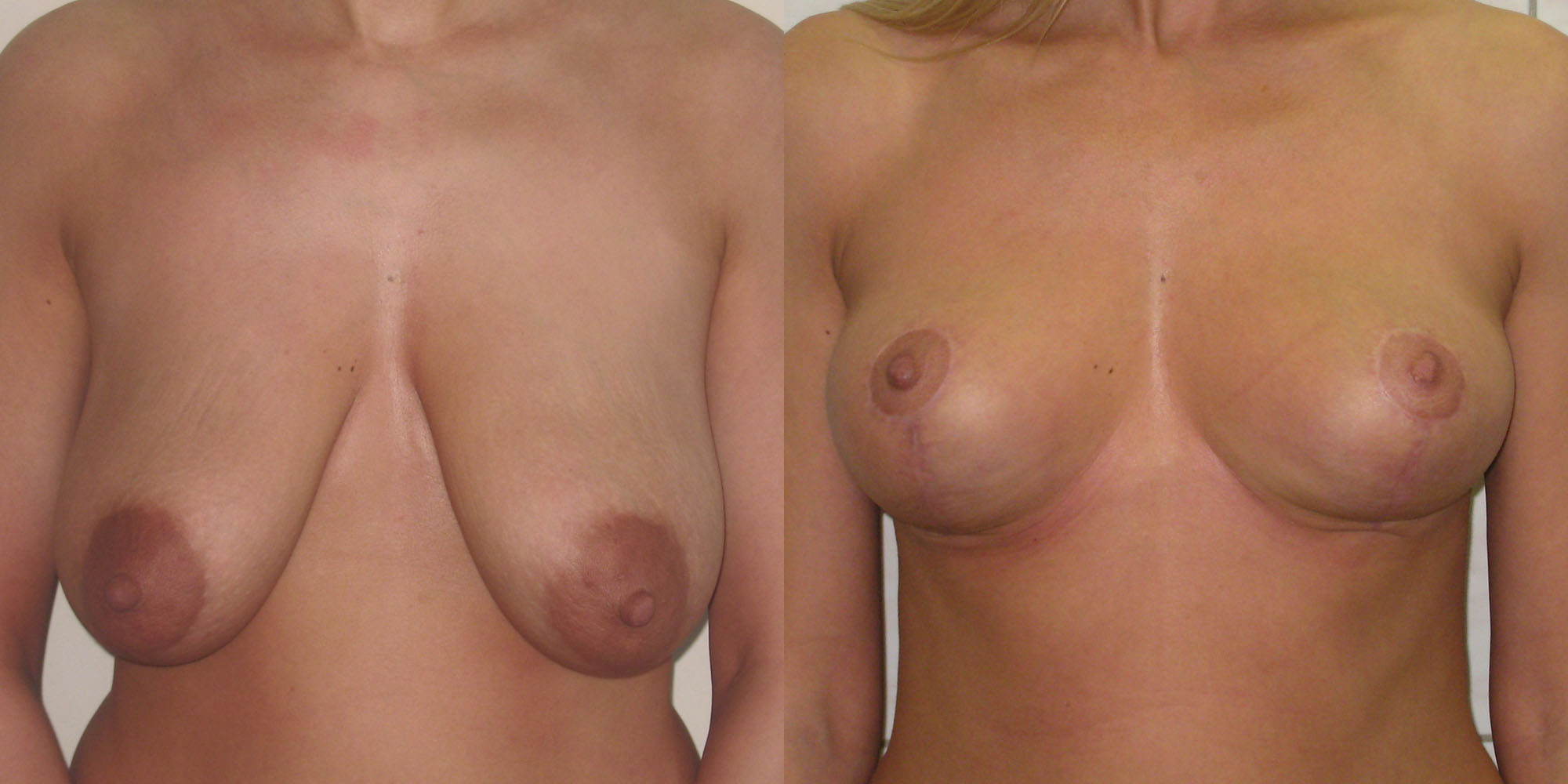
Cải thiện tình trạng xệ vú thông qua can thiệp phẫu thuật ngực

Nhìn chung, mục đích của việc can thiệp phẫu thuật thẩm mỹ để giúp cho những phụ nữ có bộ ngực ưng ý để làm đẹp, giúp bầu ngực trở nên đẫy đà, cân đối. Nhưng cũng có những người chọn phẫu thuật thu gọn vú vì lý do y tế, bao gồm giảm đau lưng. Đối với một số phụ nữ, da vú không đủ chắc chắn hoặc mạnh mẽ để chịu được trọng lượng vú. Điều này làm cho ngực chảy xệ, xảy ra do sự hiện diện của da dư thừa so với mô vú. Nâng ngực do đó liên quan đến việc điều chỉnh da dư thừa bằng cách nâng vú. Các ghi chép trước đó về phẫu thuật như vậy là vì mục đích y tế hoặc để giúp một người dễ dàng hòa nhập hơn với một nhóm xã hội nhất định. Vào đầu thế kỷ XX, Hippolyte Morestin và Eugene Hollander đã bắt đầu phẫu thuật thu giảm cỡ bầu ngực (phẫu thuật thu gọn vú) chỉ đơn giản là vì mục đích làm đẹp. 
Tuy nhiên, đến những năm 1930, phẫu thuật thu gọn vú đã trở thành phẫu thuật thẩm mỹ hơn là phẫu thuật tái tạo. Tuy vậy, nó vẫn được sử dụng cho mục đích y tế và việc những người nổi tiếng nữ lên tiếng về việc phẫu thuật thẩm mỹ đã cho phép nhiều người thực hiện phẫu thuật này hơn và lên tiếng công khai về nó, một ví dụ gần đây là Ariel Winter, người đóng vai Alex Dunphy trong Modern Family, đã trải qua phẫu thuật thu gọn vú sau nhiều năm bị đau lưng và mỏi cổ. Nhìn chung, phẫu thuật vú hoặc phẫu thuật vú có xu hướng khá phức tạp. Nó cũng liên quan đến các phương pháp khác nhau dựa trên mục tiêu và nhu cầu của bệnh nhân. Thời gian phục hồi của thủ tục phẫu thuật phẫu thuật vú thường thay đổi từ người này sang người khác, tùy thuộc vào loại phẫu thuật vú. Nhưng nói chung, nó có thể dao động từ một tuần đến năm tuần hoặc đôi khi lâu hơn.

## Rủi ro
Như với bất kỳ phẫu thuật nào khác, phẫu thuật phẫu thuật dạng phẫu thuật cũng tiềm ẩn một số nguy cơ biến chứng tùy thuộc vào loại phẫu thuật. Một mối quan tâm đối với những người sống sót sau ung thư vú có thể là hình dáng bên ngoài của vú sau các thủ thuật phẫu thuật cần thiết để chữa khỏi ung thư vú trong một số trường hợp. Một số yếu tố được xem xét trước khi quyết định liệu phẫu thuật như vậy có phù hợp hay không là kích thước và hình dạng của vú trước khi phẫu thuật, lượng mô còn lại sau khi cắt bỏ vú, khả năng ung thư tái phát và vết sẹo sau phẫu thuật vú trông như thế nào và ở đâu. Phẫu thuật tạo hình vú cũng đã phát triển như một cách để phụ nữ giải quyết những thay đổi về thể chất mà phẫu thuật cắt bỏ vú gây ra cho cơ thể phụ nữ. Phẫu thuật tái tạo vú có thể được bắt đầu cùng với phẫu thuật cắt bỏ vú hoặc sau khi cơ thể đã lành lại sau phẫu thuật cắt bỏ vú. Nâng ngực có thể gây ra nhiều rủi ro khác nhau, bao gồm:

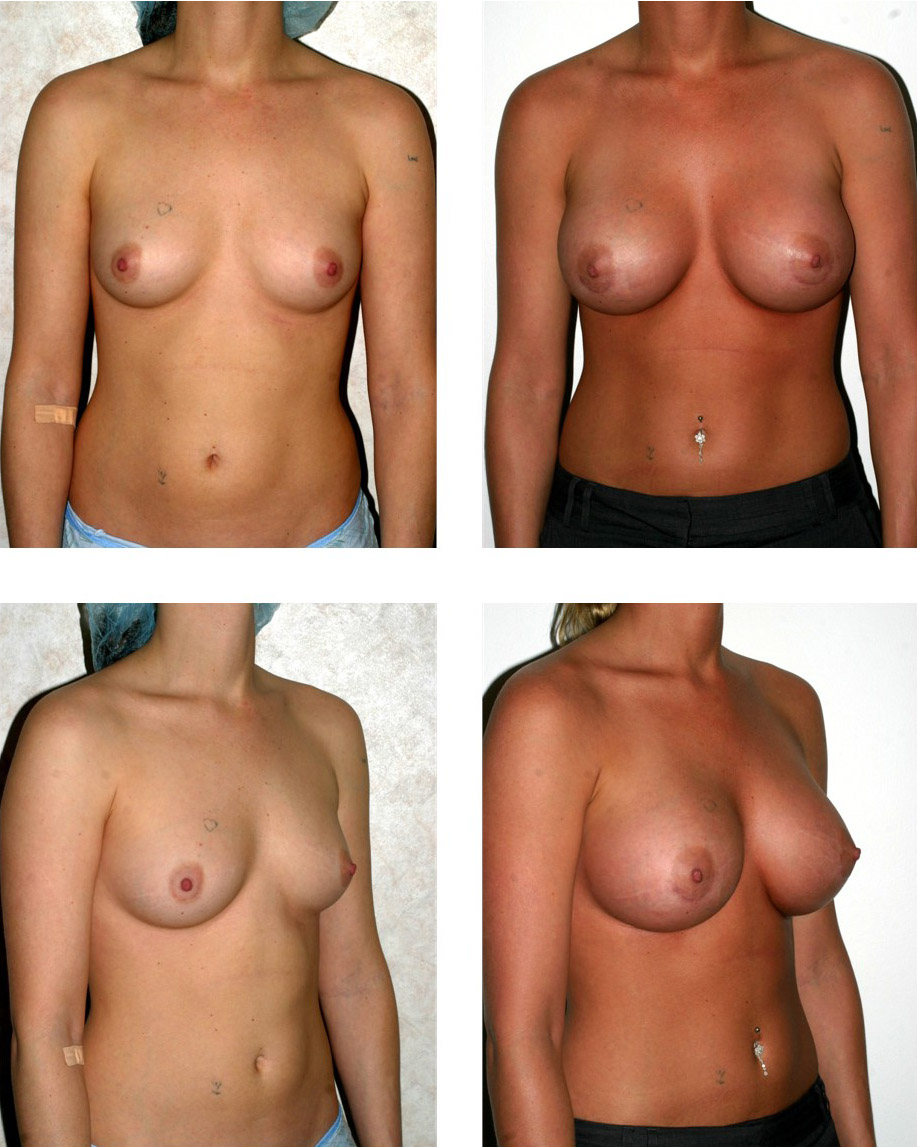
Bộ ngực săn chắc căng tròn sau khi qua phẫu thuật

- Mô sẹo làm biến dạng hình dạng của túi độn ngực (co thắt bao xơ)
- Đau vú
- Nhiễm trùng
- Thay đổi cảm giác ở núm vú và ngực
- Rò rỉ hoặc vỡ túi độn

Các rủi ro cụ thể của phẫu thuật thu gọn vú bao gồm:
- Nhiễm trùng;
- Vết thương bị vỡ;
- Chảy máu;
- Ngực không cân xứng (kích thước và hình dạng);
- Sẹo bất thường;
- Mất cảm giác ở núm vú hoặc da ngực;
- Các vấn đề khi cho con bú
- Cần phẫu thuật lại